# Solenopsis crivellarii
Solenopsis crivellarii is een mierensoort uit de onderfamilie van de Myrmicinae. De wetenschappelijke naam van de soort is voor het eerst geldig gepubliceerd in 1936 door Menozzi.